# Qwaqwa
Qwaqwa var et bantustan i Sydafrika. Arealet var på 655 kvadratkilometer. Ved folketælling i 1985 blev befolkningen optalt til 182.000. Hovedstaden var Phuthadithaba.
28°32′00″S 28°49′00″Ø / 28.533333°S 28.816667°Ø